# Crystal Falls
Crystal Falls är administrativ huvudort i Iron County i den amerikanska delstaten Michigan. Enligt 2010 års folkräkning hade Crystal Falls 1 469 invånare. I Crystal Falls används Central Standard Time. Detta gäller även resten av countyt och tre övriga countyn i delstaten som gränsar till Wisconsin.